# Titanideum friabile
Titanideum friabile är en korallart som beskrevs av Nutting 1911. Titanideum friabile ingår i släktet Titanideum och familjen Anthothelidae. Inga underarter finns listade i Catalogue of Life.